# Al Cameron
Alan Richard „Al“ Cameron (* 21. Oktober 1955 in Edmonton, Alberta) ist ein ehemaliger kanadischer Eishockeyspieler, der im Verlauf seiner aktiven Karriere zwischen 1973 und 1981 unter anderem 289 Spiele für die Detroit Red Wings und Winnipeg Jets in der National Hockey League (NHL) auf der Position des Verteidigers bestritten hat.

## Karriere
Cameron verbrachte den Beginn seiner Juniorenzeit zunächst in der Saison 1972/73 bei den Chilliwack Bruins in der British Columbia Junior Hockey League (BCJHL) und wechselte danach in die höherklassige Western Canada Hockey League (WCHL) zu den New Westminster Bruins. Bei den Bruins spielte der Verteidiger insgesamt drei Spielzeiten bis zum Sommer 1975 und gewann während dieser Zeit mit der Mannschaft in seiner letzten Saison den President’s Cup, die Meisterschaftstrophäe der WCHL. Ebenso wurde er im NHL Amateur Draft 1975 in der dritten Runde an 37. Stelle von den Detroit Red Wings aus der National Hockey League (NHL) ausgewählt.
Der fast 20-Jährige wechselte im Anschluss an seine Juniorenkarriere zur Saison 1975/76 in die Organisation der Detroit Red Wings. In seiner Rookiesaison pendelte Cameron zwischen dem NHL-Kader Detroits und dem des Farmteams, den Kalamazoo Wings, aus der International Hockey League (IHL). In der Spielzeit 1976/77 avancierte der Abwehrspieler für die folgenden zwei Spieljahre, ehe er sich in der Saison 1978/79 größtenteils im Kader der Kansas City Red Wings, einem weiteren Kooperationspartners der Detroit Red Wings, in der Central Hockey League (CHL) wieder fand. Da Cameron damit für die weiteren Planungen der Red Wings entbehrlich war, wurde er für den NHL Expansion Draft 1979 ungeschützt gelassen. Somit wählten ihn dort die Winnipeg Jets, die als eines von vier Franchises aus der aufgelösten World Hockey Association (WHA) in die NHL aufgenommen worden waren, aus.
Bei den Jets pendelte der Kanadier in den folgenden beiden Spielzeiten erneut zwischen deren NHL-Aufgebot und dem des Farmteams Tulsa Oilers aus der CHL, ehe Cameron seine Karriere im Sommer 1981 im Alter von 26 Jahren vorzeitig beendete.

## Erfolge und Auszeichnungen
- 1975 President’s-Cup-Gewinn mit den New Westminster Bruins

## Karrierestatistik
(Legende zur Spielerstatistik: Sp oder GP = absolvierte Spiele; T oder G = erzielte Tore; V oder A = erzielte Assists; Pkt oder Pts = erzielte Scorerpunkte; SM oder PIM = erhaltene Strafminuten; +/− = Plus/Minus-Bilanz; PP = erzielte Überzahltore; SH = erzielte Unterzahltore; GW = erzielte Siegtore; 1 Play-downs/Relegation; Kursiv: Statistik nicht vollständig)